# 작용소 노름
함수해석학에서 작용소 노름(作用素norm, 영어: operator norm)은 두 노름 공간 사이의 유계 작용소에 대하여 정의되는 노름이다.
두 노름 공간 사이의 유계 작용소는 단위 벡터를 어떤 유한한 길이 이상으로 늘리지 못하는, 두 노름 공간 사이의 선형 변환인데, 유계 작용소가 단위 벡터를 늘리는 최댓값을 그 작용소 노름이라고 한다. 즉, 작용소 노름이 c인 작용소는 임의의 벡터의 길이를 c배 초과로 늘리지 못한다.

## 정의
{\displaystyle \mathbb {K} \in \{\mathbb {R} ,\mathbb {C} \}}가 실수체 또는 복소수체 가운데 하나이며, {\displaystyle V}와 {\displaystyle W}가 {\displaystyle \mathbb {K} }-노름 공간이라고 하자. 그렇다면, 이들 사이의 선형 변환 {\displaystyle T\colon V\to W}에 대하여, 다음과 같은 음이 아닌 확장된 실수를 정의할 수 있으며, 이를 {\displaystyle T}의 작용소 노름이라고 한다.:69, Example III.1.4:92–93, Theorem 4.1; 95, Theorem 4.4
{\displaystyle {\begin{aligned}\|T\|&=\sup _{v\in V\setminus \{0\}}{\frac {\|Tv\|_{W}}{\|v\|_{V}}}\\&=\sup _{v\in V\setminus \{0\}}\|T(v/\|v\|_{V})\|_{W}\\&=\inf \left\{c\in [0,\infty )\colon \|Tv\|_{W}\leq c\|v\|_{V}\forall v\in V\right\}\\&=\inf \left\{c\in [0,\infty ):{\frac {\|Tv\|_{W}}{\|v\|_{V}}}\leq c\forall v\in V\setminus \{0\}\right\}\\&=\sup _{v\in V,\;\|v\|_{V}=1}\|Tv\|_{W}\\&\in [0,\infty ]\end{aligned}}}
위 상계(또는 하계)는 일반적으로 포화되지 못할 수 있다.

## 성질
작용소 노름은 유계 작용소 위의 노름이다. 즉, 아래의 성질을 만족시킨다.
{\displaystyle \|T\|=0\iff T=0\qquad \forall T\in \operatorname {B} (V,W)}
{\displaystyle \|aT\|=|a|\|T\|\qquad \forall a\in \mathbb {K} ,\;T\in \operatorname {B} (V,W)}
(삼각 부등식) {\displaystyle \|T+U\|\leq \|T\|+\|U\|\qquad \forall T,U\in \operatorname {B} (V,W)}
두 {\displaystyle \mathbb {K} }-노름 공간 {\displaystyle V}와 {\displaystyle W} 사이의 임의의 {\displaystyle \mathbb {K} }-선형 변환 {\displaystyle T\in \hom _{\mathbb {K} }(V,W)}에 대하여 다음 네 조건이 서로 동치이다.:24, Theorem 1.32
- {\displaystyle T}는 유계 작용소이다.
- {\displaystyle T}는 ({\displaystyle V}와 {\displaystyle W}의 위상에 대하여) 연속 함수이다.
- ({\displaystyle V}와 {\displaystyle W}의 덧셈 위상군 균등 공간 구조에 대하여) 균등 연속 함수이다.
- {\displaystyle T}는 ({\displaystyle V}와 {\displaystyle W}의 노름 거리 함수에 대하여) 립시츠 연속 함수이다.
- {\displaystyle T}의 작용소 노름이 유한하다. 즉, {\displaystyle \|T\|<\infty }이다.

이 가운데 ‘립시츠 연속 ⇒ 균등 연속 ⇒ 연속’은 자명하다.

## 같이 보기
- 페아노의 정리